# Szczerbinka (Tatry)
Szczerbinka – przełączka w grani Długiego Giewontu w polskich Tatrach Zachodnich. Znajduje się pomiędzy jego głównym wierzchołkiem (1867 m) a Juhaską Turnią. Na obydwie strony opada skalnymi ścianami; od południowej strony na trawiasty Wielki Upłaz w Dolinie Kondratowej, od północnej do żlebu Banie w Dolinie Strążyskiej.
Na południową stronę opada ze Szczerbinki ściana tak stroma, że zejście wymaga kilkunastometrowego zjazdu na linie. Prawdopodobnie gdzieś w tej okolicy utknął w skałach ksiądz Józef Stolarczyk. Wydostali go dopiero przy pomocy powrozów wzywani krzykiem juhasi, wypasający na Hali Kondratowej. Poniżej przełęczy zbiega Suchy Żleb. Na północną stronę natomiast opada spod Szczerbinki wybitna wklęsła formacja skalna (miejscami żleb, miejscami komin), zwana w całości Kominem Szczerbinki. Prowadzi nim droga wspinaczkowa (V stopień w skali trudności UIAA).
Obecnie cały Długi Giewont jest niedostępny dla turystów i taterników, wypadki zdarzają się jednak nadal. 23 marca 2011 granią Długiego Giewontu wędrowało 2 ratowników TOPR-u. Jeden z nich potknął się i runął na północną stronę, ponosząc śmierć na miejscu. Jego ciało znaleziono w żlebie Banie.

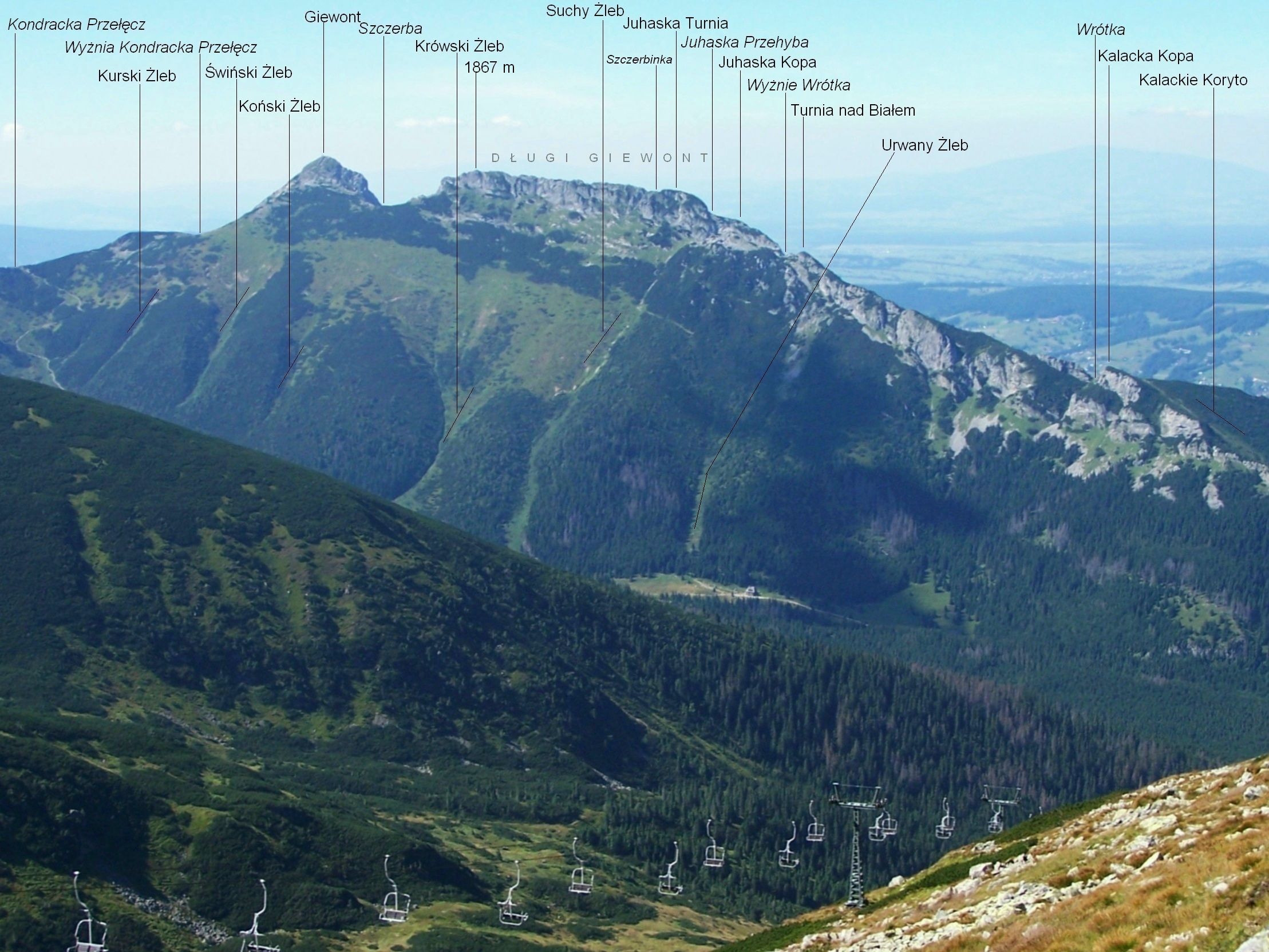
Widok na Szczerbinkę z Kasprowego Wierchu